# Iucunda semper expectatione
Iucunda semper expectatione (en español, En la siempre gozosa espera) es la quincuagésima quinta encíclica de León XIII, y la octava que dedica al rosario. Fue publicada el 8 de septiembre de 1894.

## Magisterio de León XIII sobre el rosario
Dentro de los escritos marianos de León XIII, se encuentra un conjunto de once encíclicas sobre el Rosario. Un buen número de ellas suponen un exhortación a los obispos para que promuevan el rezo del rosario, de modo que durante el mes de octubre se rece el rosario de modo solemne en las principales iglesias de sus diócesis; por este motivo, varias de sus encíclicas las publica en septiembre, o a finales de agosto, para preparar el que, denominó, mes de Nuestra Señora del Rosario. Concedió además especiales indulgencias para los fieles que participasen en esas ceremonias. Algunas de estas encíclicas desarrollan con cierta amplitud aspectos doctrinales de la devoción a la Virgen, o de su intercesión por los que acuden a Ella en sus necesidades.
La opción del papa por el rezo de Rosario, para defender la fe y la vida cristiana, fue lógica y eficaz. De hecho a partir de su pontificado el Rosario ha conseguido el rango de la categoría de una devoción cercana a la liturgia de la Iglesia.
A lo largo de estas encíclicas el papa va exponiendo los principales rasgos de la doctrina mariológica; en varias de ellas muestra a María como medianera de las gracias, asociada de algún modo al Redentor; un aspecto que está especialmente presente en esta encíclica.

## Contenido
El incipit de la encíclica llama ya la atención sobre la cercanía del mes de septiembre, que desde la encíclica Supremi apostolatus queda dedicado al rosario.

Iucunda semper expectatione erectaque spe Octobrem mensem conspicimus redeuntem ; qui, hortatione et praescripto Nostro dicatus Virgini Beatissimae, non paucos iam annos concordi per catholicas gentes et vivida Rosario floret pietate. Quae Nos ad hortandum moverit causa, non semel ediximus.
Con expectación siempre gozosa y con ardiente esperanza vemos acercarse el mes de octubre. Consagrado desde hace muchos años, con Nuestra exhortación y con Nuestra preparación, a la Santísima Virgen, resplandece ya entre el pueblo católico por la unánime y viva devoción del Rosario.

El papa comienza recordando el origen del rosario en defensa de la fe ante la herejía, de los frutos que esta devoción ha proporcionado a la Iglesia, y como esos resultando debe movernos a una mayor devoción, siendo conscientes del papel de la Virgen como medianera de la gracias divina:

el auxilio de María se basa, ciertamente, en el oficio, que Ella constantemente desempeña cerca de Dios, de obtenernos la gracia divina, por ser María en sumo grado acepta a Dios a raíz de su dignidad y méritos y por aventajar por mucho el poder de todos los santos.

Sobre esta convicción pasa la encíclica a considera los misterios que se contemplan en el rezo del rosario: enumerando ordenadamente cada uno de los misterios gozosos, dolorosos y gloriosos. En sus consideraciones de los misterios dolorosos, hace notar como María, al ofrecerse en la Anunciación para ser madre de Cristo, se asoció a la expiación de su Hijo por el género humano. Comenta después las oraciones vocales que acompañan a cada misterio, y el sentido que tiene la repetición del avemaría, como un modo de sostener las peticiones que contiene, siguiendo -explica el papa- la invitación del Cantar de los Cantares: "Suene tu voz perpetuamente en mi oído; porque es dulce el sonido de tu voz" Este modo de rezar necesariamente proporciona confianza en el auxilio de María, como expresa la oración de San Bernardo: "¡Acuérdate, oh piadosísima Virgen María, que jamás se ha oído decir que cualquiera que acudiera a vuestras protección, implorando vuestro auxilio, o pidiendo vuestros socorro, haya sido abandonado de vos!"
El rosario proporciona la meditación de los misterios de la fe, con el relato de hechos concretos aptos para todos, también para los menos instruidos. El recuerdo de los misterios agradarán a María y la dispone a la benevolencia hacia los que rezan. La excelencia del rosario, desde estos dos puntos de vista -oración vocal y meditación- hace comprender -indica el papa- su insistencia en esta devoción:

El siglo en que vivimos necesita, día a día, como Nos ya lo hemos advertido al empezar, de los favores del cielo, principalmente, porque por doquiera hay muchas cosas que afligen a la Iglesia lesionando sus derechos y su libertad, y muchas, que destruyen radicalmente la prosperidad y la paz de los Estados.

.A ese motivo se une las afrentas que se hacen a la Virgen, la profanación del nombre del Salvador; ante esos hechos, repetidos en distintas ciudades de Italia, han reaccionado los obispos, que protestado ante esas ofensas, han advertido a su pueblo de la gravedad de esos hechos y han exhortado a reparar. El papa, aprovecha esta encíclica para unirse a esas protestas; pidiendo a los fieles y las cofradías, que con gran fervor, se empeñen en honrar a Nuestra Señora. Confirma el papa las indulgencias concedidas para el rezos del rosario en el mes de octubre, 
Concluye la encíclica con unas palabras con las que el papa recuerda la mediación de María:

El Dios, empero, Venerables Hermanos, que nos había reservado con toda su misericordiosa providencia al medianera, y que ha querido que todo lo recibamos por María se digne por medio de su intercesión y gracia atender Nuestros ruegos comunes y colmar Nuestras esperanzas. Para ayudar a su realización, Nos os impartimos de todo corazón la Bendición Apostólica a vosotros, al Clero y al rebaño confiado a cada uno de vosotros.